# Ogród wielu kwiatów
Ogród wielu kwiatów – zbiór wierszy Symeona Połockiego z XVII wieku.
Symeon Połocki, będąc wychowawcą carskich dzieci, pisał rymowanki, przekazujące im wiadomości z różnych dziedzin. Wszystkie te wiersze zostały uporządkowane według treści, a następnie przedstawione w porządku alfabetycznym.